# ジョバンニ・バッティスタ・アミーチ

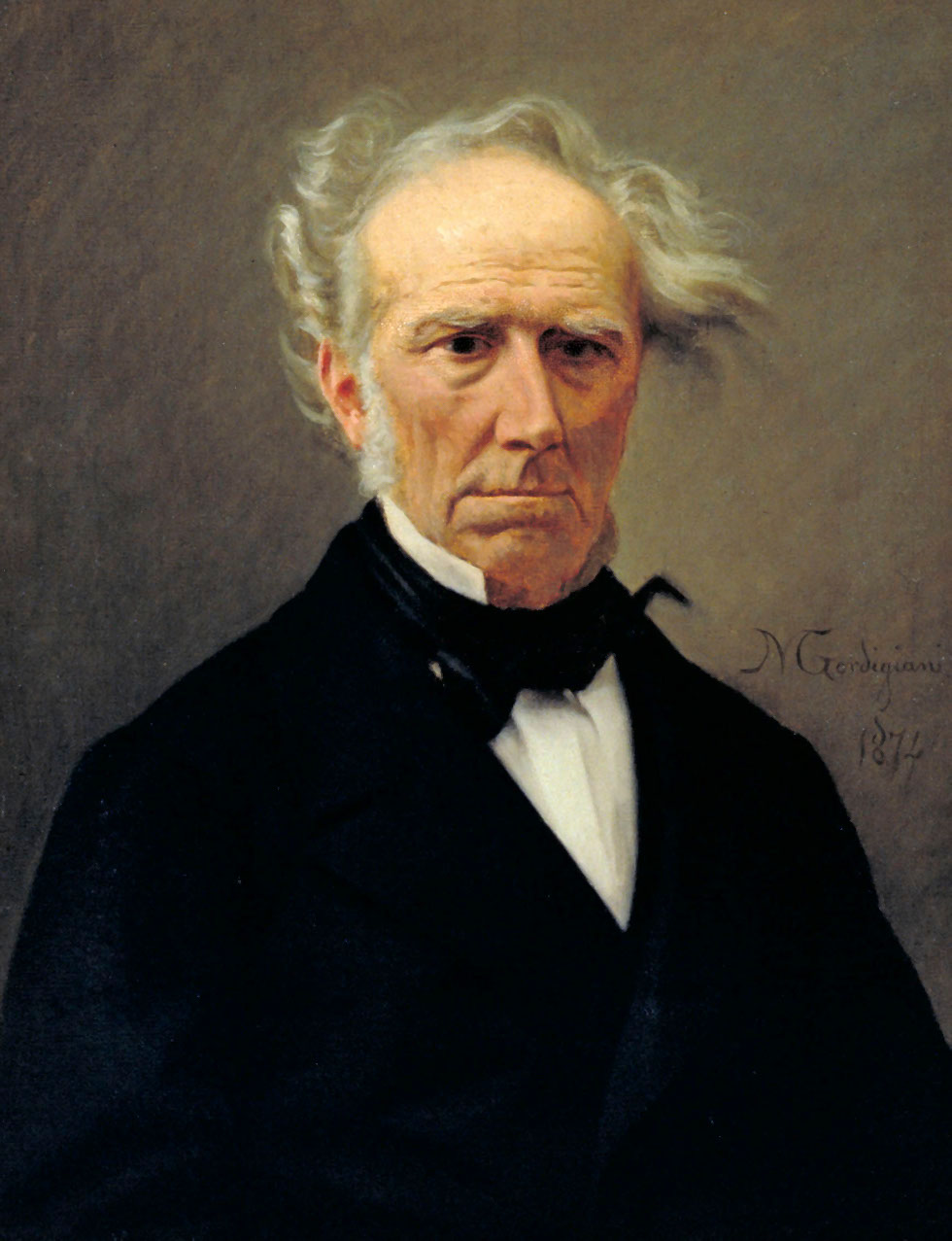
Giovanni Battista Amici.

ジョバンニ・バッティスタ・アミーチ（Giovanni Battista Amici、1786年3月25日 - 1863年4月10日）はイタリアの天文学者、光学研究者である。屋根型プリズムのアミチプリズム（アミシプリズム）はアミーチの名前が付けられている。

## 生涯
モデナで生まれた。ボローニャで学んだ後、モデナで数学を教えた。生物学の研究のために顕微鏡を製作し、光学機器に関する成果を発表した。1831年にフィレンツェに招かれ、天文台の所長と自然科学の教授に任じられた。すぐれた望遠鏡を製作し、フィレンツェのアルチェトリ天文台の望遠鏡の28cmのレンズは当時の世界で2番目の大きさであった。太陽の正中を精度よく測定する、ダイプレイドスコープの発明者でもある。フィレンツェで没した。
月のクレータと小惑星(3809) アミーチに名を残す。